# سيدني ويلكوكس
سيدني ويلكوكس (بالإنجليزية: Sidney Wilcox)‏ (28 فبراير 1893 في المملكة المتحدة - 21 أكتوبر 1973) هو لاعب كريكت بريطاني. شارك مع فريق ويلز الوطني للكريكيت ‏. أما مع النوادي، فقد لعب مع Monmouthshire County Cricket Club ‏.

## وصلات خارجية
- سيدني ويلكوكس على موقع إي آس بي آن كريك إنفو (الإنجليزية)